# Vaccinium vidalii
Vaccinium vidalii är en ljungväxtart som beskrevs av Elmer Drew Merrill och Rolfe. Vaccinium vidalii ingår i Blåbärssläktet, och familjen ljungväxter. Inga underarter finns listade i Catalogue of Life.